# Monumento a Casimir Pulaski (Savannah)
El Monumento a Casimir Pulaski en Savannah o el Monumento a Pulaski en Monterey Square es un monumento del siglo XIX de la ciudad de Savannah, en el estado de Georgia (Estados Unidos). Está dedicado a Casimiro Pulaski y ubicado en Monterey Square, en Bull Street, no lejos del campo de batalla donde Pulaski perdió la vida durante el sitio de Savannah.
El monumento es uno de los dos únicos que todavía tiene una barandilla a su alrededor, el otro es el Monumento conmemorativo a la Guerra Civil en el Parque Forsyth.

## Historia
Las fuentes varían con respecto a cuándo se colocó la piedra angular del monumento, ya sea en 1825 (con la presencia de Gilbert du Motier, marqués de Lafayette) o en 1853. Coulter señala que la piedra angular de Lafayette estaba ubicada originalmente en Chippewa Square, pero la financiación resultó insuficiente para erigir el monumento en ese momento, y en 1853 se trasladó a Monterey Square, donde se erigió finalmente. La construcción del monumento en Monterey Square comenzó después de que finalmente se aseguró el financiamiento (unos 17 000 dólares). La piedra angular se volvió a colocar el 11 de octubre de 1853 (aniversario de la muerte de Pulaski). Nash señala que se inauguró en 1856; Knight, sin embargo, señala que la estatua fue dedicada el 9 de enero de 1855. Se dice que el monumento, según Knight, fue considerado en ese momento uno de los monumentos conmemorativos más elegantes de Estados Unidos. Junto al monumento, se enterró un cuerpo que supuestamente era de Pulaski (reexámenes genéticos recientes del cuerpo son concluyentes de que se trataba de Pulaski).
Szczygielski señala que ya el 29 de octubre de 1779 (Pulaski murió el 11 de octubre de ese año) el Congreso de los Estados Unidos aprobó una resolución para que se le dedicara un monumento. El monumento de Savannah, construido más de medio siglo después, fue el primer monumento dedicado a Pulaski en los Estados Unidos. 
El trabajo de restauración del monumento comenzó en 1995. 

## Descripción
El monumento está hecho de mármol italiano, con elementos más pequeños de granito. Mide 17 m de alto. El monumento tiene un bajorrelieve de bronce de Pulaski montado, y está rematado con una estatua de la Libertad, con el estandarte de barras y estrellas. El monumento fue diseñado por Robert Launitz. El bajorrelieve fue diseñado por Henryk Dmochowski y muestra el momento de la muerte de Pulaski. Los elementos adicionales presentes en el monumento incluyen el escudo de armas de Polonia y el escudo de armas de Georgia. 
La inscripción en el monumento dice:

Pulaski, el Polaco Heroico, que cayó mortalmente herido, luchando por la Libertad Estadounidense en el sitio de Savannah, el 9 de octubre de 1779.